# Darja Stomatová
Darja Stomatová (* 1992, Almaty, Kazachstán) je česká novinářka, původem z Kazachstánu. Od začátku ruské invaze v roce 2022 je válečnou zpravodajkou na Ukrajině.

## Život
Narodila se v Kazachstánu. Když jí bylo pět let, její rodina se rozhodla kvůli rostoucímu nacionalismu a národnostnímu pnutí v zemi emigrovat.
Vystudovala bakalářský program Studium humanitní vzdělanosti a dále politologii a žurnalistiku na FSV UK.
V letech 2017 až 2020 pracovala jako reportérka na TV Nova, poté přešla do CNN Prima News. V únoru 2022, krátce před ruskou invazí na Ukrajinu, odjela na pracovní cestu do Charkova. „Na hranicích se začala kumulovat ruská vojska, ale Putin byl na zimních olympijských hrách v Pekingu, takže jsem si říkala, že se nic nemůže stát. O týden později vypukla válka,“ uvedla. Od té doby se na Ukrajinu pravidelně vrací jako válečná zpravodajka. Počátkem roku 2023 přestoupila z televize Prima do České televize.

## Dílo
- STOMATOVA, Darja; SCHÜRGER, Ján. Pod štítem Charkova – Syrové svědectví z obléhaného města. Praha: Universum, 2022. 248 s. ISBN 978-80-242-8597-9.
- Barbora Maxová, David Miřejovský, Andreas Papadopulos, Jan Řápek, Darja Stomatová, Vojtěch Hönig: Zápasící Ukrajina, Praha: Argo, 2024. 257 s. ISBN 978-80-257-4403-1

## Ocenění
- Novinářská křepelka (2024)